# McKenzie Long
McKenzie Long (* 11. Juli 2000) ist eine US-amerikanische Sprinterin, die sich auf den Sprint spezialisiert hat.

## Sportliche Laufbahn
McKenzie Long wuchs in Ironton, Ohio auf und absolvierte bis 2022 ein Bachelorstudium für Psychologie und Kommunikation an der North Carolina State University und anschließend absolvierte sie ein Masterstudium für Criminal Justice an der University of Mississippi. 2024 wurde sie NCAA-Collegemeisterin über 100 und 200 Meter sowie in der 4-mal-100-Meter-Staffel. Zudem nahm sie im August im 200-Meter-Lauf an den Olympischen Sommerspielen in Paris teil und belegte dort in 22,42 s im Finale den siebten Platz.

## Persönliche Bestzeiten
- 100 Meter: 10,91 s (0,0 m/s), 6. Juni 2024 in Eugene
  - 60 Meter (Halle): 7,10 s, 10. März 2023 in Albuquerque
- 200 Meter: 21,83 s (+1,0 m/s), 8. Juni 2024 in Eugene
  - 200 Meter (Halle): 22,48 s, 10. März 2023 in Albuquerque